# إغناثيو رودريغيز (لاعب كرة قدم)
إغناثيو رودريغيز (بالإسبانية: Ignacio Rodríguez Bahena) (مواليد 12 يوليو 1956) هو لاعب كرة قدم. لعب مع منتخب المكسيك لكرة القدم. سبق له أن لعب في كأس العالم لكرة القدم مع منتخب بلاده.

## روابط خارجية
- إغناثيو رودريغيز على موقع الاتحاد الدولي (مؤرشف)  (الإنجليزية)
- إغناثيو رودريغيز على موقع قاعدة بيانات كرة القدم.إي يو (الإنجليزية)
- إغناثيو رودريغيز على موقع ناشيونال فوتبول تيمز (الإنجليزية)
- إغناثيو رودريغيز على موقع Soccerway.com (الإنجليزية)